# Friedrich Dotzauer

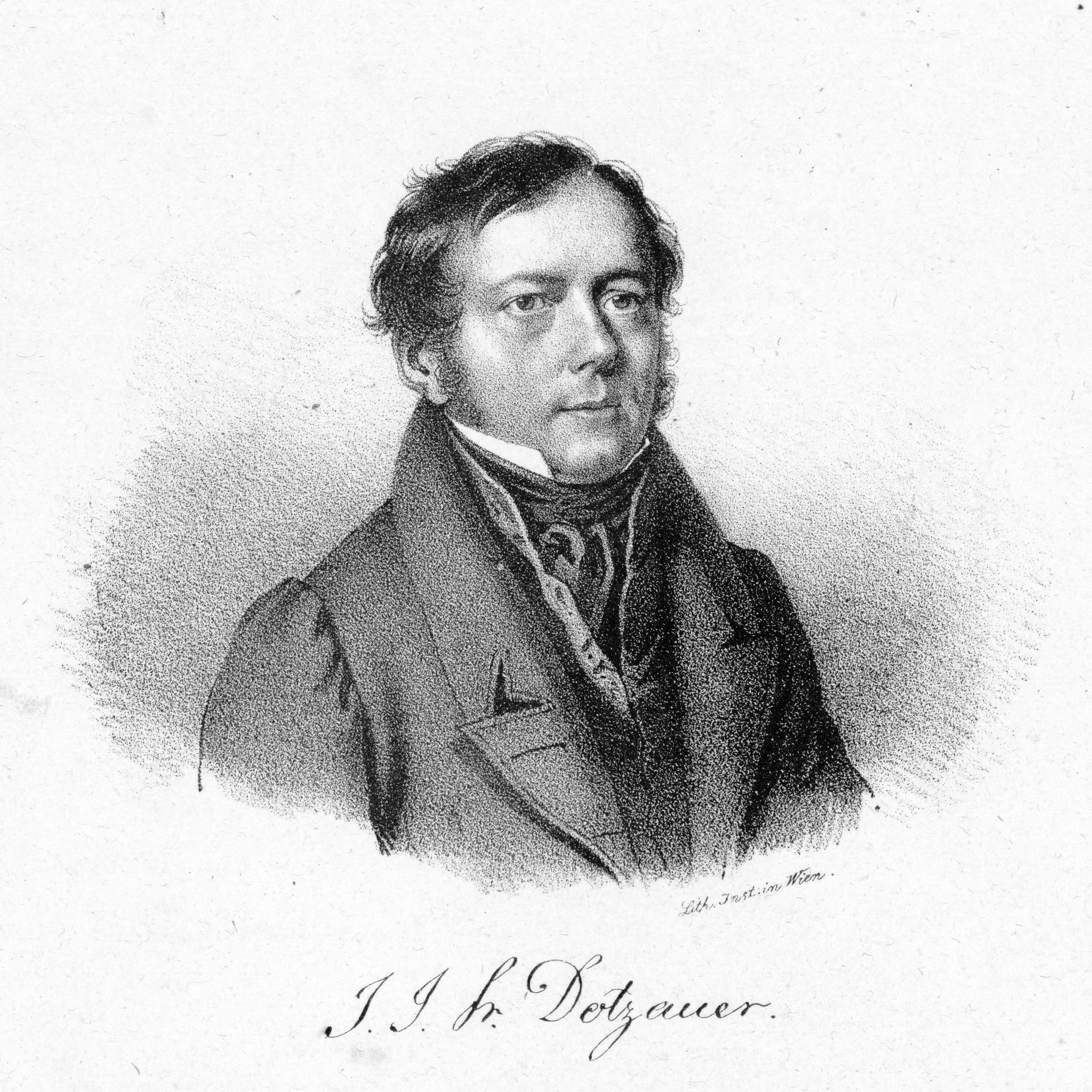
Friedrich Dotzauer

Justus Johann Friedrich Dotzauer (Häselrieth 20 januari 1783 - Dresden 6 maart 1860) was een Duits cellist en componist. De meeste van zijn werken zijn in vergetelheid geraakt, maar zijn talrijke cello-etudes zijn nog steeds zeer algemeen in gebruik.
Dotzauer speelde op jonge leeftijd al verscheide instrumenten, waaronder piano, contrabas, viool, klarinet en hoorn. Theorielessen kreeg hij van de organist van de plaatselijke kerk. 
Zijn eerste cellolessen ontving hij van een Hoftrompetist. Toen Dotzauer ervoor koos om met cello door te gaan, kreeg hij les van verscheidene leraren, waaronder Johann Jacob Kriegk, een leerling van Jean-Louis Duport. In 1806 ontmoette hij Bernhard Romberg in Berlijn, met wie hij zich verder in de cellostudie verdiepte. Hierna kwam hij terecht bij het Gewandhausorchester, waar hij bleef tot zijn pensioen op een leeftijd van 67 jaar in 1850. Op 6 maart 1860 liet Dotzauer het leven. 
Dotzauer schreef vele symfonieën, concerten, opera's, kamermuziekwerken en sonates, maar hij geniet hedendaags het meest bekendheid door zijn Violoncellschules, een werk bestaande uit drie delen met 113 etudes en capriccio's voor solo cello. 
- Bibsys: 1061922
- Biblioteca Nacional de España: XX1273780
- Bibliothèque nationale de France: cb138933905 (data)
- CiNii: DA1197311X
- Gemeinsame Normdatei: 118680552
- International Standard Name Identifier: 0000 0001 0901 1521
- Library of Congress Control Number: n87117484
- Nationale Bibliotheek van Letland: 000038248
- MusicBrainz: 9c0f9ab5-c83d-4722-bd46-89633bf2604a
- Nationale Bibliotheek van Tsjechië: jn20010602481
- Nationale bibliotheek van Australië: 35132817
- Nationale Bibliotheek van Israël: 987007260521505171
- Nationale Bibliotheek van Polen: a0000001105708
- Nationale en Universitaire bibliotheek Zagreb: 000330066
- Nederlandse Thesaurus van Auteursnamen: 081770642
- Réseau des bibliothèques de Suisse occidentale: 02-A000052786
- Istituto Centrale per il Catalogo Unico: CUBV057353
- SNAC: w65d93vc
- Système universitaire de documentation: 080006884
- Trove: 836537
- Virtual International Authority File: 51875014
- WorldCat: E39PBJd3Hhw4XvGjVW8dQfQrMP